# Schwester Veronika
Schwester Veronika é um filme de drama mudo alemão de 1927, dirigido por Gerhard Lamprecht, estrelado por Aud Egede-Nissen, Paul Richter e Hilde Maroff. Direção de arte do filme foi por Otto Moldenhauer. Foi baseado em uma peça de Hans Müller. Estreou em 12 de fevereiro de 1927.

## Elenco
- Aud Egede-Nissen ... Schwester Veronika
- Paul Richter ... Karl. Apotheker
- Hilde Maroff ... Paula
- Arne Weel ... Leo, Fahrstuhlführer
- Paul Morgan ... Dr. Löwenstamm
- Käthe Haack ... Peters Mutter
- Paul Bildt ... Schreiber im Krankenhaus
- Eduard Rothauser ... Oberarzt
- Elisabeth Neumann-Viertel
- Evi Moog
- Fee Wachsmuth
- Bertold Reissig ... Unterarzt
- Robert Leffler ... Chefarzt
- Emilie Kurz ... Krankenschwester
- Ernst Behmer ... Polizist
- Maria Peterson